# شهرستان تورنه
شهرستان تورنه (به فرانسوی: Tournai) در استان انو  در منطقه فدرال والوون در کشور بلژیک واقع شده‌است.

## شهرها
1. آنتئان
2. برونو
3. سل
4. استمپویی
5. لوزاننو
6. مون-دو-لانکلو
7. پوک
8. پروولز
9. روم
10. تورنه